# Drymophloeus hentyi
Drymophloeus hentyi är en enhjärtbladig växtart som först beskrevs av Frederick Burt Essig, och fick sitt nu gällande namn av Scott Zona. Drymophloeus hentyi ingår i släktet Drymophloeus och familjen Arecaceae. IUCN kategoriserar arten globalt som starkt hotad. Inga underarter finns listade i Catalogue of Life.